# Vaartkapoen
Vaartkapoen este o sculptură a artistului belgian Tom Frantzen, amplasată în Piața Sainctelette din Molenbeek-Saint-Jean. Realizată în 1985, sculptura reprezintă un vaartkapoen (în franceză fripon du canal sau coquin du canal, în română pungaș al canalului) care iese dintr-o gură de canalizare și îl agață de gleznă pe un polițist bruxellez, pentru a-l face să cadă. Polițistul, care poartă numărul de matricolă 15, este reprodus în mărime naturală, în timp ce doar partea superioară a pieptului, brațele și capul pungașului sunt vizibile.
Monumentul este situat în mijlocul trotuarului, la nivelul solului. Inițial, el era înconjurat de șase stâlpi metalici conectați între ei printr-un lanț, dar această împrejmuire a fost eliminată pentru a întări realismul scenei și apropierea de trecători. Opera este amplasată la câțiva metri de canalul care traversează orașul. Vaartkapoen este un termen neerlandez care desemna în secolul trecut un golan sau pierde-vară din Molenbeek, care își petrecea timpul de-a lungul canalului, în căutarea unei nave de descărcat, a unei munci cu ziua, unei hoții sau unei bătăi cu alți oameni ai străzii din Bruxelles.
Conform unor opinii, artistul a dorit să reprezinte „tinerețea care respinge autoritatea”.